# Sèmèrè II
Sèmèrè II è un arrondissement del Benin situato nella città di Ouaké (dipartimento di Donga) con 12.707 abitanti (dato 2006).